# Tony Drago
Tony Drago (La Valeta, 22 de septiembre de 1965) es un exjugador de snooker y billar americano maltés.

## Biografía
Nació en la ciudad maltesa de La Valeta en 1965. Fue jugador profesional de snooker desde 1985 hasta 2016. No se proclamó campeón de ningún torneo de ranking, aunque llegó a la final del Abierto Internacional de 1997. Sí logró tejer una tacada máxima, que llegó en las rondas clasificatorias del Masters de 2003, en un partido ante Stuart Bingham.